# Estació de Vicente Zaragozá
L'estació de Vicente Zaragozá és una estació de ferrocarril localitzada al barri de Benimaclet (al districte homònim) de València i que forma part de les línies 4 i 6 de l'operador Metrovalència. L'estació pertany a la zona tarifària A de Ferrocarrils de la Generalitat Valenciana (FGV) i l'Autoritat de Transport Metropolità de València (ATMV). L'adreça oficial de l'estació és el carrer del doctor Vicente Zaragozá, número 83.

## Història

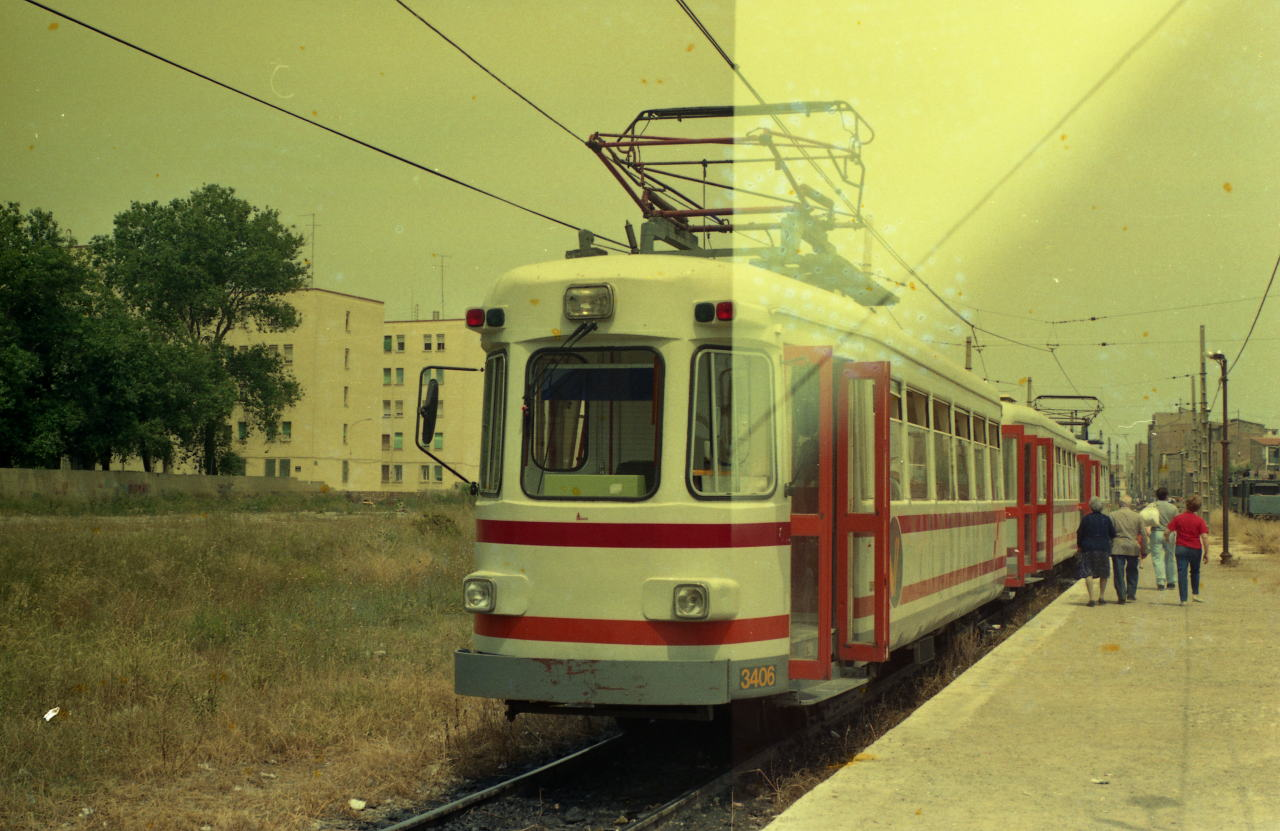
Unitat 3400, com les que circul·laven per l'antiga estació

Inicialment, existí una estació al lloc aproximat de l'actual de Vicente Zaragozá, anomenada Benimaclet B primer i Benimaclet Baixador després i fou construïda inicialment per la Societat Valenciana de Tramvies (SVT) per tal de prestar servici a la línia des de l'estació de Pont de Fusta fins a la del Grau. El Baixador de Benimaclet comptava amb una xicoteta “caseta” per a vendre els bitllets de viatge i, en un dels costats de la via, tenia una andana amb una xicoteta marquesina, que protegia les persones que esperaven el “Trenet” de la pluja o del sol. Es trobava justament a la cantonada del carrer Baró de Sant Petrillo amb Doctor Vicente Zaragozá. Hi havia un sistema de guardabarreres, molt antic, que en els anys 50 ja no s’utilitzava. A pesar que era més simple que l’estacioneta, era on agafaven el tren els veïns de Benimaclet, ja que en aquells temps l’estacioneta estava molt allunyada del centre del poble.
L'any 1987, els Ferrocarrils de la Generalitat Valenciana es fan amb el control de la línia que segueixen operant fins que l'any 1991 van enderrocar l'estació original durant les obres de construcció de la nova línia 4 entre Empalme i Pont de Fusta. L'actual estació es va inaugurar el 21 de maig de 1994. El 27 de setembre de 2007, amb l'obertura de la línia 6 de Metrovalència que connecta Torrefiel amb el Grau de València, l'estació començà a rebre els nous tramvies de la nova línia.

## Distribució
La morfologia de l'estació, en superfície, és de dues vies i andanes paral·leles. Les andanes no compten amb mampares de seguretat. L'estació es troba adaptada per a sords, inividents i discapacitats físics.
L'estació és de lliure accés en ser en superfície. S'hi troba localitzada a l'intersecció entre el carrer del doctor Vicente Zaragozá i el carrer dels germans Vilallonga. L'estació connecta amb la línia 10 d'autobús urbà de l'Empresa Municipal de Transports de València (EMT).

### Línies
| Procedència/Destinació          | <          | Línia | >   | Procedència/Destinació |
| ------------------------------- | ---------- | ----- | --- | ---------------------- |
| Mas del Rosari/Fira de València | Benimaclet |       | UPV | Doctor Lluch           |
| Tossal del Rei                  | Benimaclet | ...   | UPV | Marítim                |